# Pseudoleskeella denticulata
Pseudoleskeella denticulata là một loài Rêu trong họ Leskeaceae. Loài này được (Sull.) Kindb. mô tả khoa học đầu tiên năm 1897.